# Bentley Bacalar
Pour les articles homonymes, voir Bacalar (homonymie).
La Bacalar (ou Mulliner Bacalar) est un spider de luxe du constructeur automobile britannique Bentley produit par Mulliner, le département personnalisation du constructeur, et limité à 12 exemplaires.

## Présentation

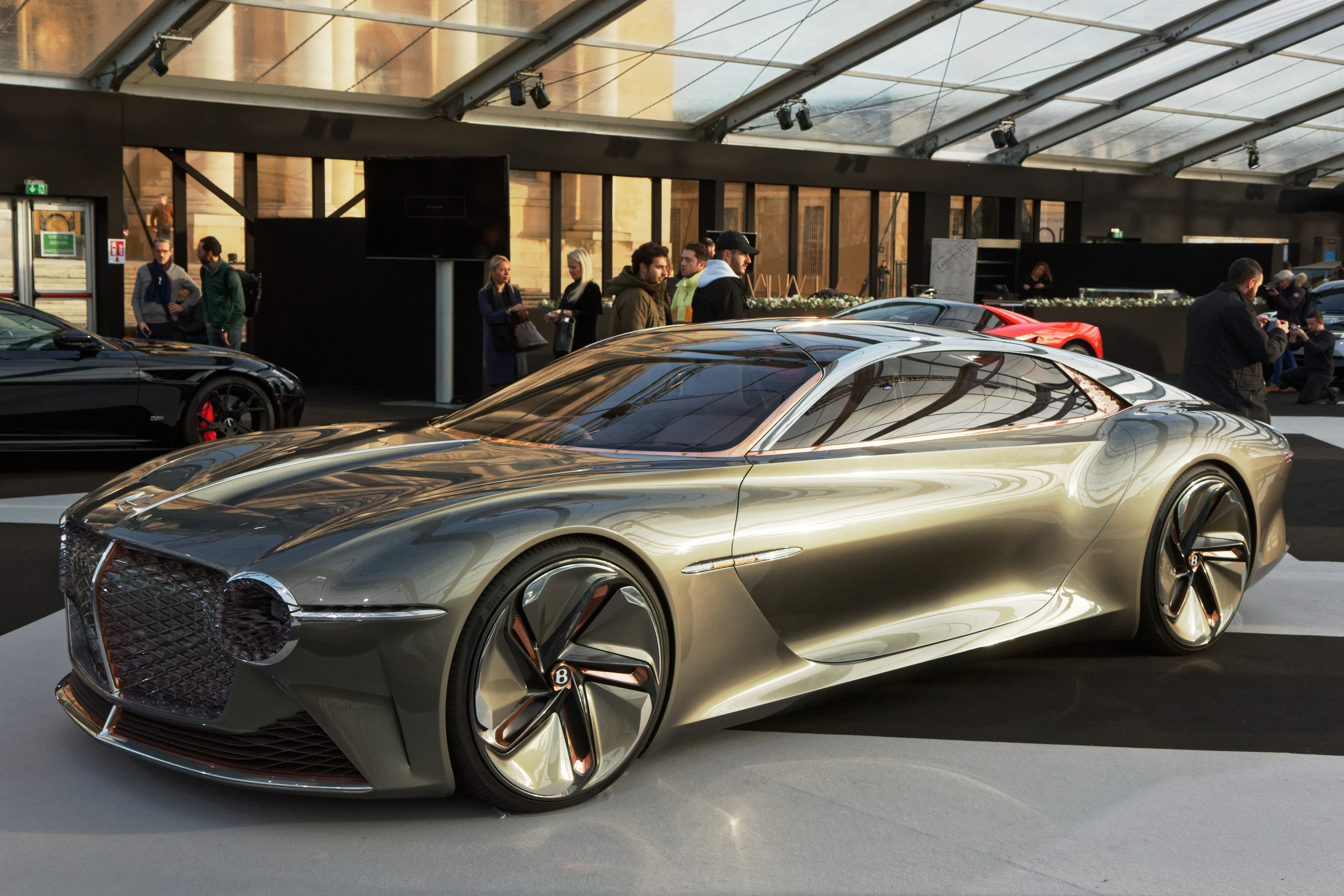
Bentley EXP 100 GT.

La Bentley Bacalar devait être présentée le 3 mars 2020 au Salon international de l'automobile de Genève 2020 mais celui-ci a été annulé à cause de l'épidémie de coronavirus COVID-19. Elle est toutefois dévoilée virtuellement le 3 mars 2020 dans une livrée couleur cuivre nommée « Yellow Flame ».
La Bacalar, dont le nom provient d'une ville mexicaine connue pour ses eaux turquoise aux sept nuances de bleu, est inspirée du concept-car Bentley EXP 100 GT présenté en juillet 2019. 
Elle est la deuxième Bentley à deux places depuis 1930 du constructeur, appelée Coachbuilt, et elle est produite en 12 exemplaires par le carrossier Mulliner.

## Caractéristiques techniques
La Bacalar est extrapolée de la Bentley Continental GTC dont elle reprend la base mais ne partage aucune pièce de carrosserie avec le cabriolet, et sa planche de bord est spécifique. Les deux places arrière sont remplacées par compartiment à bagages recouvert d'un couvre-capote à double bosselage et les portes sont en fibre de carbone.

### Motorisations
Le spider reprend la motorisation W12 6.0 d'origine Audi, installée dans la Continental GTC, et porte sa puissance à 659 ch pour un couple de 900 N m.
| Logo de Bentley            | Caractéristiques techniques       | Caractéristiques techniques |
| Logo de Bentley            | Bentley Bacalar                   | Bentley Bacalar             |
| -------------------------- | --------------------------------- | --------------------------- |
| Carburant                  | Essence                           |                             |
| Moteur                     | 12-cylindres en W biturbo         |                             |
| Cylindrée (cm³)            | 5 950                             |                             |
| Puissance maximale ch (kW) | 659                               |                             |
| au régime de (tr/min)      |                                   |                             |
| Couple maximal (N m)       | 900                               |                             |
| au régime de (tr/min)      |                                   |                             |
| Boîte de vitesses          | Automatique à 8 rapports (DSG)    |                             |
| Transmission               | Intégrale (quatre roues motrices) |                             |
| Vitesse maximale (km/h)    |                                   |                             |
| 0-100 km/h (s)             |                                   |                             |
| Consommation (ℓ/100 km)    |                                   |                             |
| Émissions de CO2 (g/km)    |                                   |                             |
| Masse à vide (kg)          |                                   |                             |